# Kongōchō-ji (Muroto)

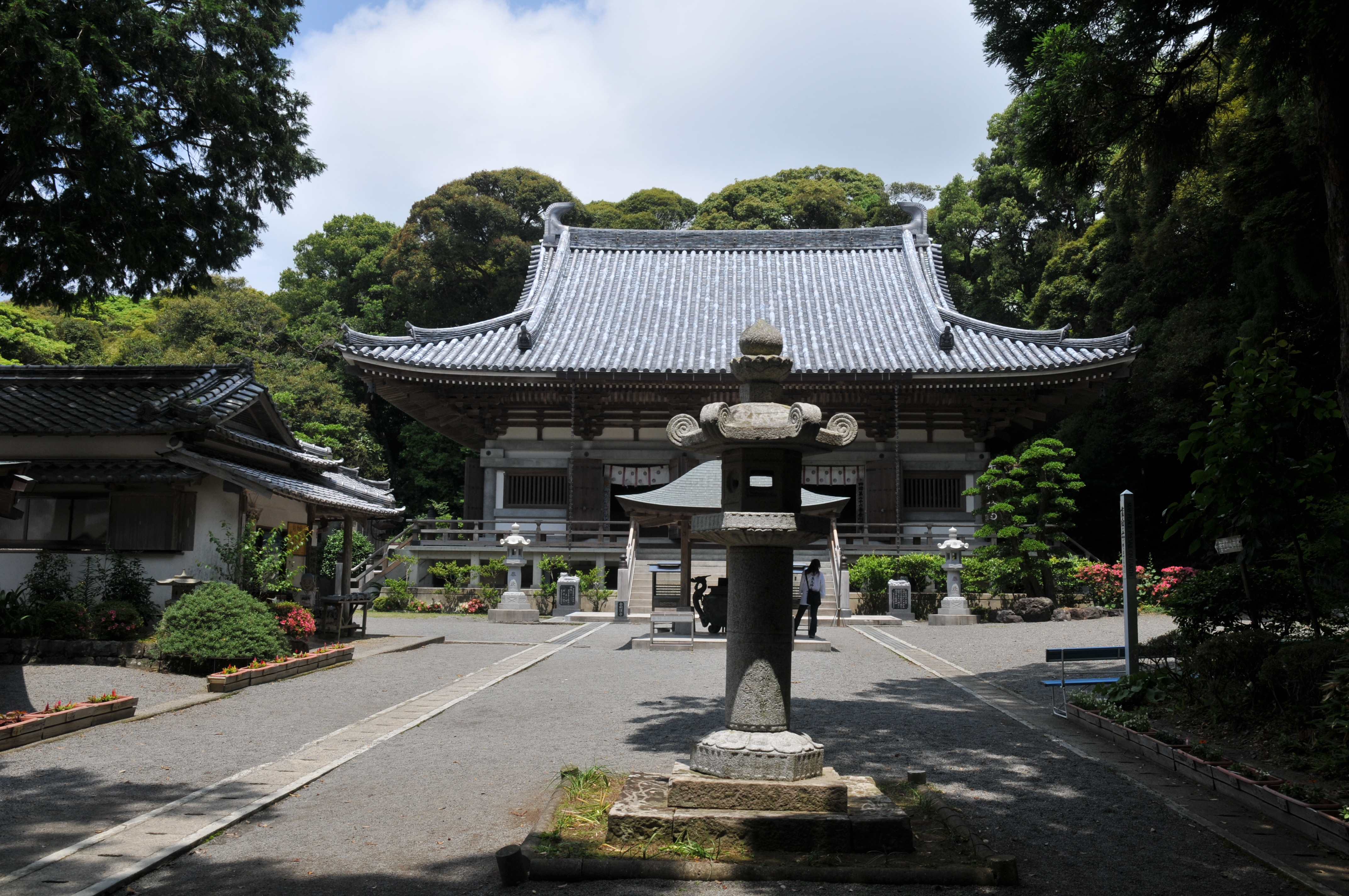
Haupthalle

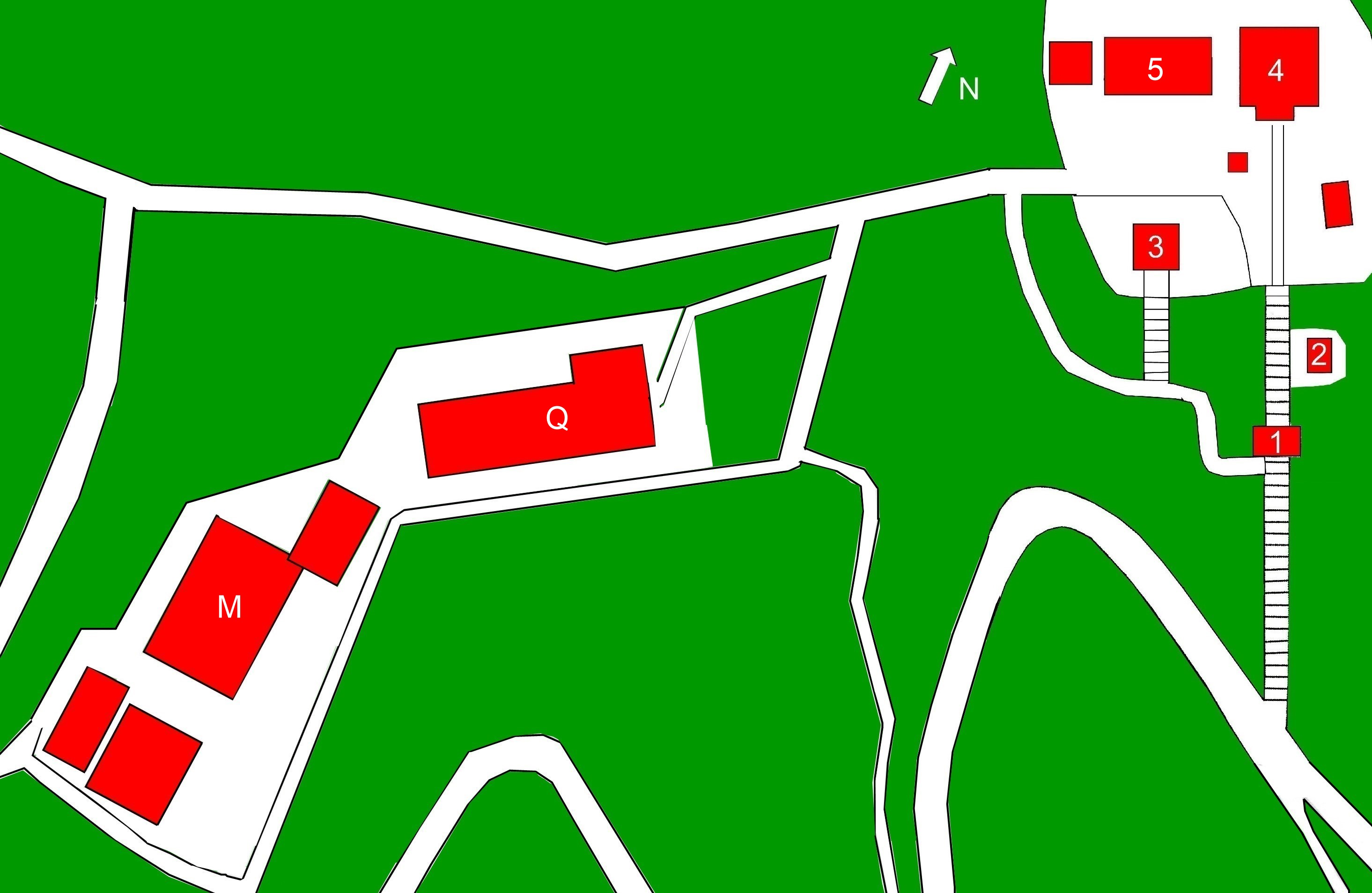
Plan des Tempels (s. Text)

Der Kongōchō-ji (japanisch 金剛頂寺), auch Nishi-dera (西寺) genannt, mit den Go Ryūzuzan (龍頭山) und Kōmyōin (光明院) in der Stadt Muroto (Präfektur Kōchi), ist ein Tempel, der zur Buzan-Richtung (豊山派) des Shingon-Buddhismus gehört. In der traditionellen Zählung ist er der 26. Tempel des Shikoku-Pilgerwegs.

## Geschichte
Der Kongōchō-ji wurde auf Wunsch der Kaiser Saga und Junna von Priester Kūkai im Jahr 807 erbaut. Er war ein hochrangiger Tempel, der große Ländereien besaß. Nach Aufzeichnungen aus dem Jahr 1070 gehörte ihm das ganze Gebiet der heutigen Stadt Muroto. Später schrumpfte das Gebiet etwas, wurde aber in der Edo-Zeit vom 2. Fürst von Tosa, Yamanouchi Tadayoshi (山内忠義; 1592–1692). 1899 brannte der Tempel ab, die heutigen Gebäude stammen aus der Zeit danach. Als geschichtsträchtiger esoterischer Tempel besitzt er viele Schätze.

## Anlage
Man steigt zum Tempel eine steile Steintreppe hoch und passiert das Tempeltor (山門, Sammon; 1 im Plan), das hier als Hakkyaku-mon (八脚門), also als ein Tor mit 8 Pfeilern, ausgeführt ist. In den Seiten ist jeweils eine übergroße Strohsandale aufgehängt. Links erreicht man über eine parallele Treppe, die dem Tempelgründer gewidmet ist, die Daishidō (大師堂; 2). Zurück auf der Haupttreppe passiert man den Glockenturm (鐘楼, Shōrō; 3) und erreicht dann die obere Ebene. Dort hat man die Haupthalle (本堂, Hondō; 4) vor sich. Daneben steht das Schatzhaus (霊宝殿, Reihōden; 5).
Unterhalb der Tempelanlage befinden sich das Quartier für Pilger (西寺壇信従会館, Nishidera-dan shinjū kaikan; Q) und das Mönchsquartier (金剛頂寺 本坊, Kongōchō-ji hombō; M). 

## Schätze
Der Tempel besitzt zahlreiche Schätze in Verbindung mit dem esoterischen Buddhismus. Alle folgenden Schätze sind als Wichtiges Kulturgut Japans registriert:
- eine stehende Kannon-Figur aus Kupfer (銅造観音菩薩立像, Dōzō Kannon bosatsu ritsu-zō) mit einer Höhe ab ihrem Podest von 29,1 cm. Sie ist ungewöhnlich für diese Gegend, stammt aus der Hakuhō-Zeit und dürfte von Zentraljapan hierhergekommen sein.
- eine sitzende Figur des Amida (木造阿弥陀如来坐像, Mokuzō Amida nyorai zazō), die aus der späten Heian-Zeit stammt.
- die acht Patriarchen des Shingon-Glaubens (板彫真言八祖, Itabori Shingon hasso). Sie sind einzeln aus wertvollem Hinoki-Holz angefertigt, 87,0 bis 89,9 cm hoch, 56,5 bis 61,6 cm breit und etwa 2,5 cm dick. Dieser Satz aus Einzelfiguren aus bemaltem Holz ist einzigartig in ganz Japan. Die Figuren sollen aus einer nicht mehr vorhandenen Pagode stammen und sind auf der Rückseite mit der Jahresangabe Karyaku 2 (1327) signiert.
- eine Kupferglocke (銅鐘, Dōshō) aus Korea, die auf das 12. Jahrhundert datiert wird. Sie wird „Komm doch, Regen!“-Angelglocke (雨ごいの釣鐘, Amagoi no tsurigane) genannt. Die Landbevölkerung soll sie ins Meer getaucht haben, um Regen zu „angeln“.
- Kultgegenstände des esoterischen Buddhismus: große Ritualgegenstände (金剛密教法具Kongō mikkyōhō-gu) aus der Kamakura-Zeit für den Tempel und kleinere aus der späten Heian-Zeit für den Gebrauch auf Reisen (金剛旅壇具, Kongō tabidan-gu).
- Sutren, dem Schreibstil nach aus der späten Heian-Zeit, die Daibiroshana-Sutra (大比盧遮那経) und die Kongōchō-Sutra (金剛頂経).

## Bilder

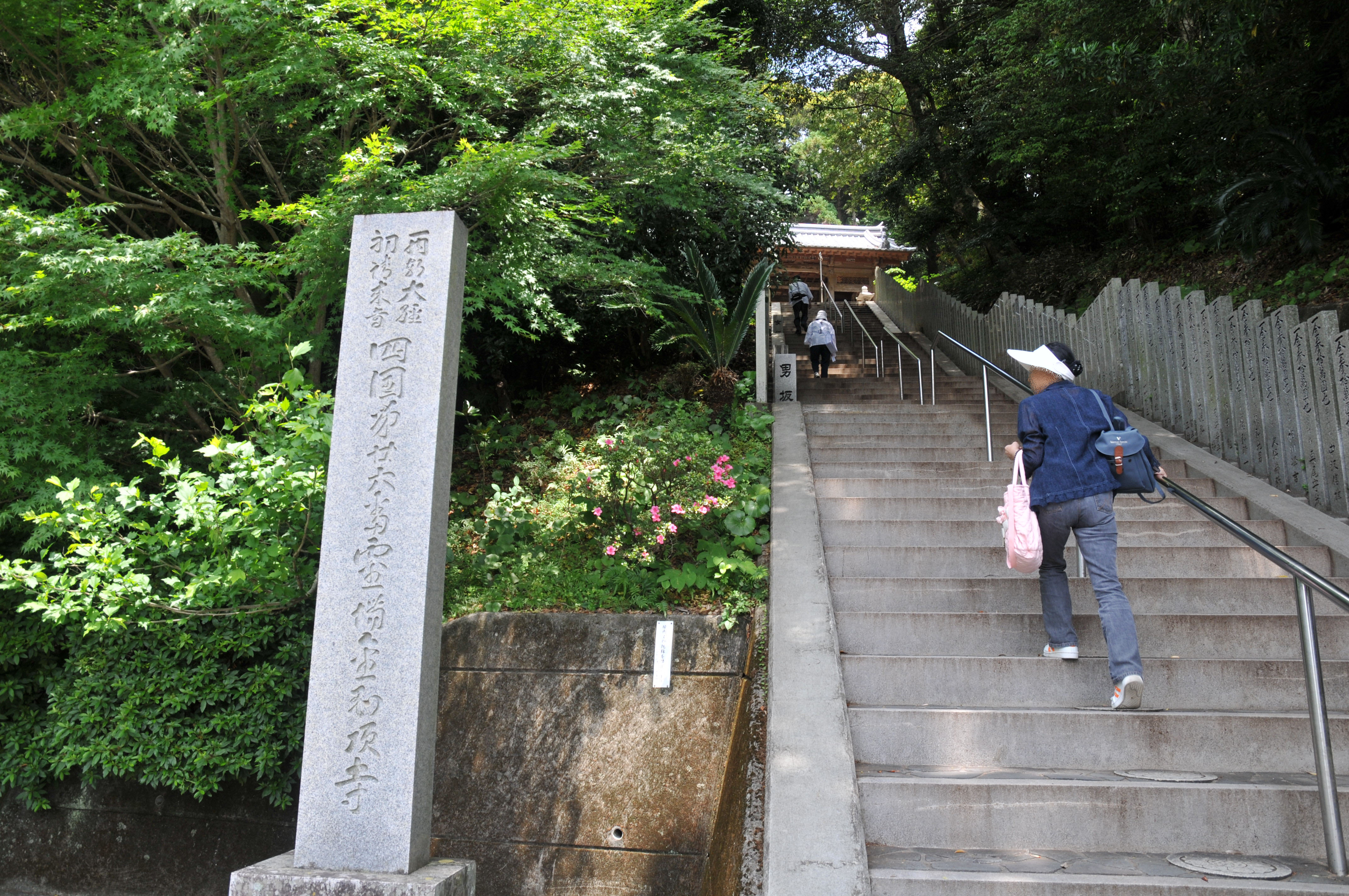
Lange Treppe
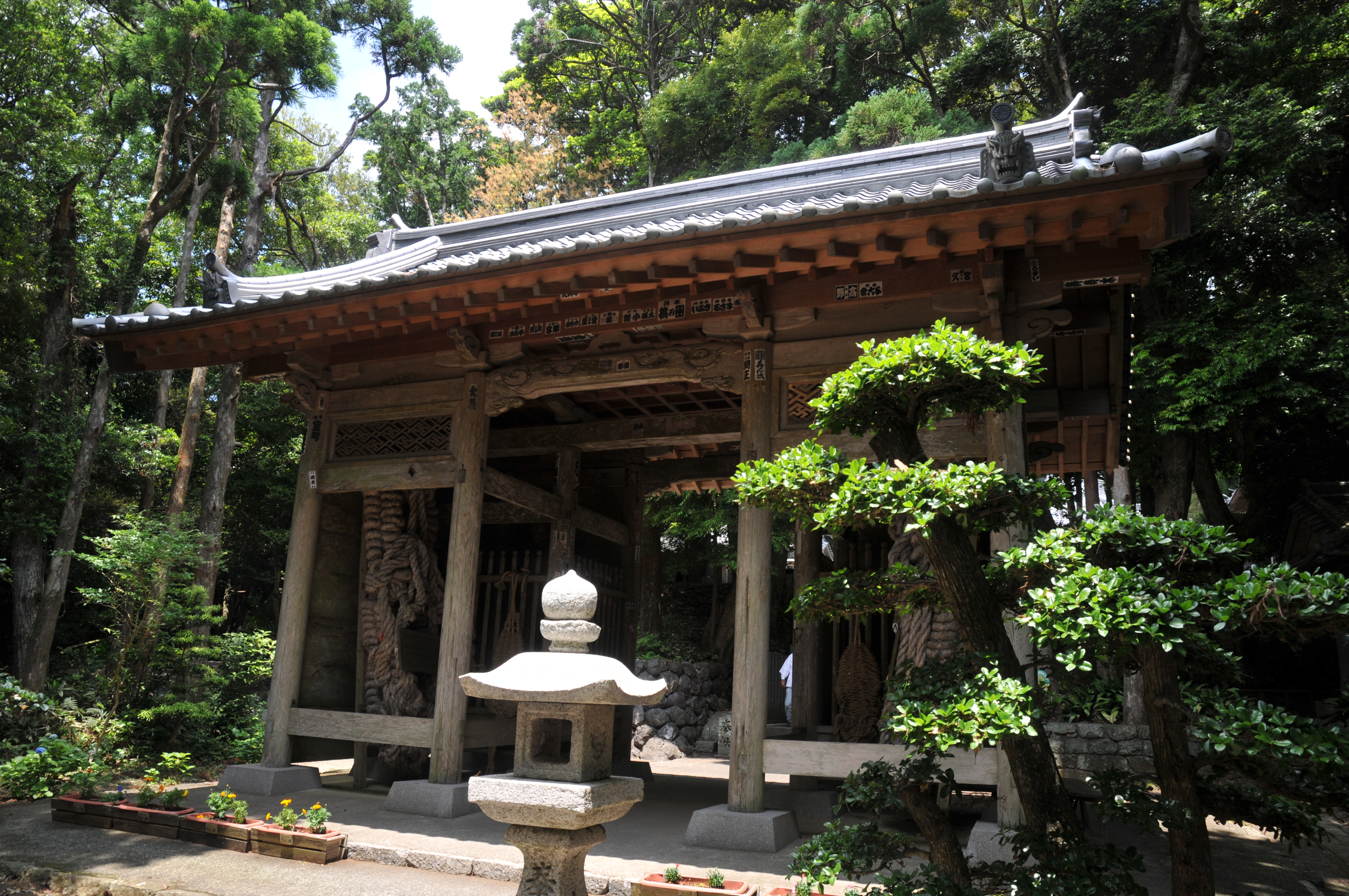
Tempeltor
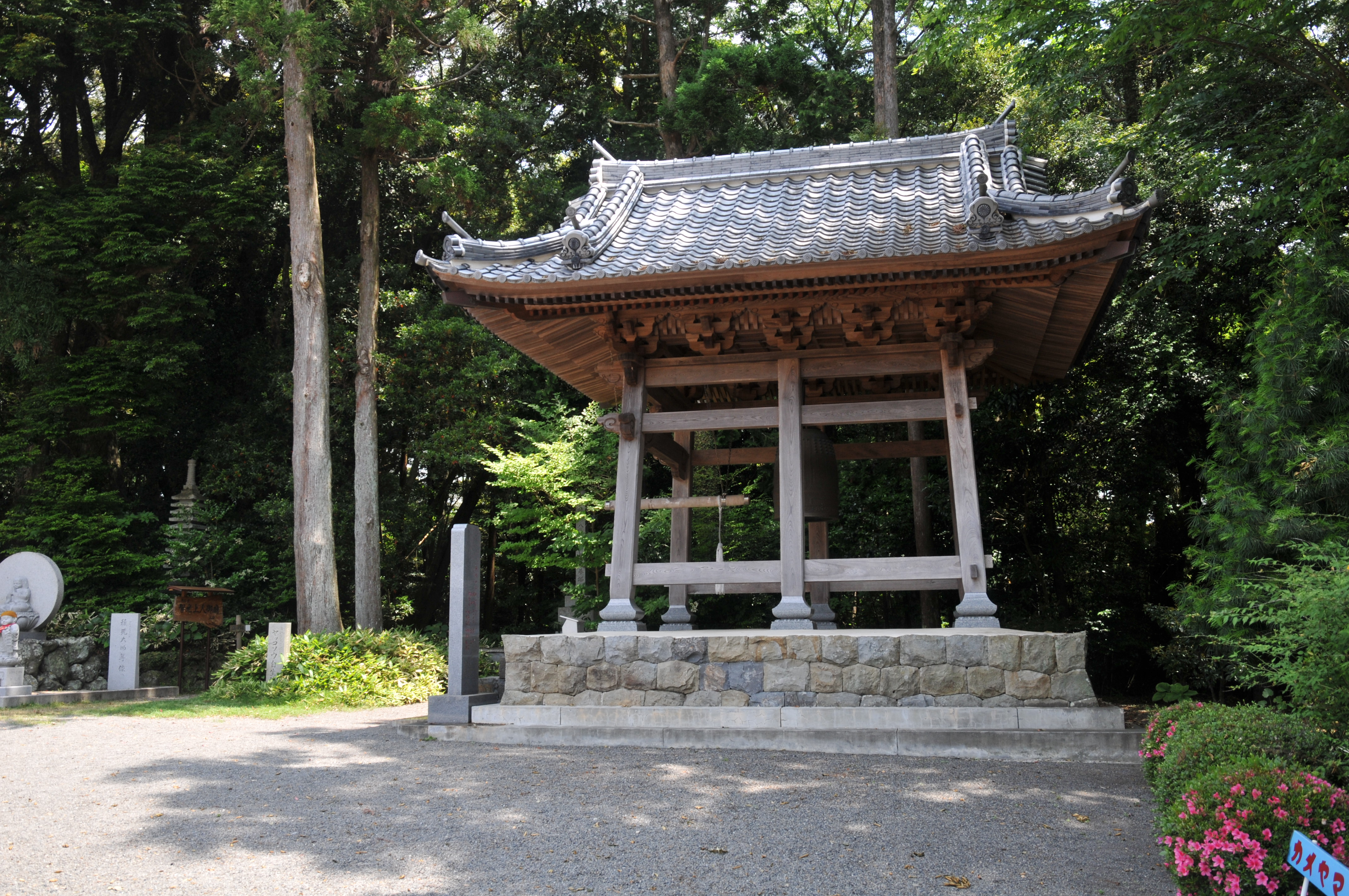
Glocke
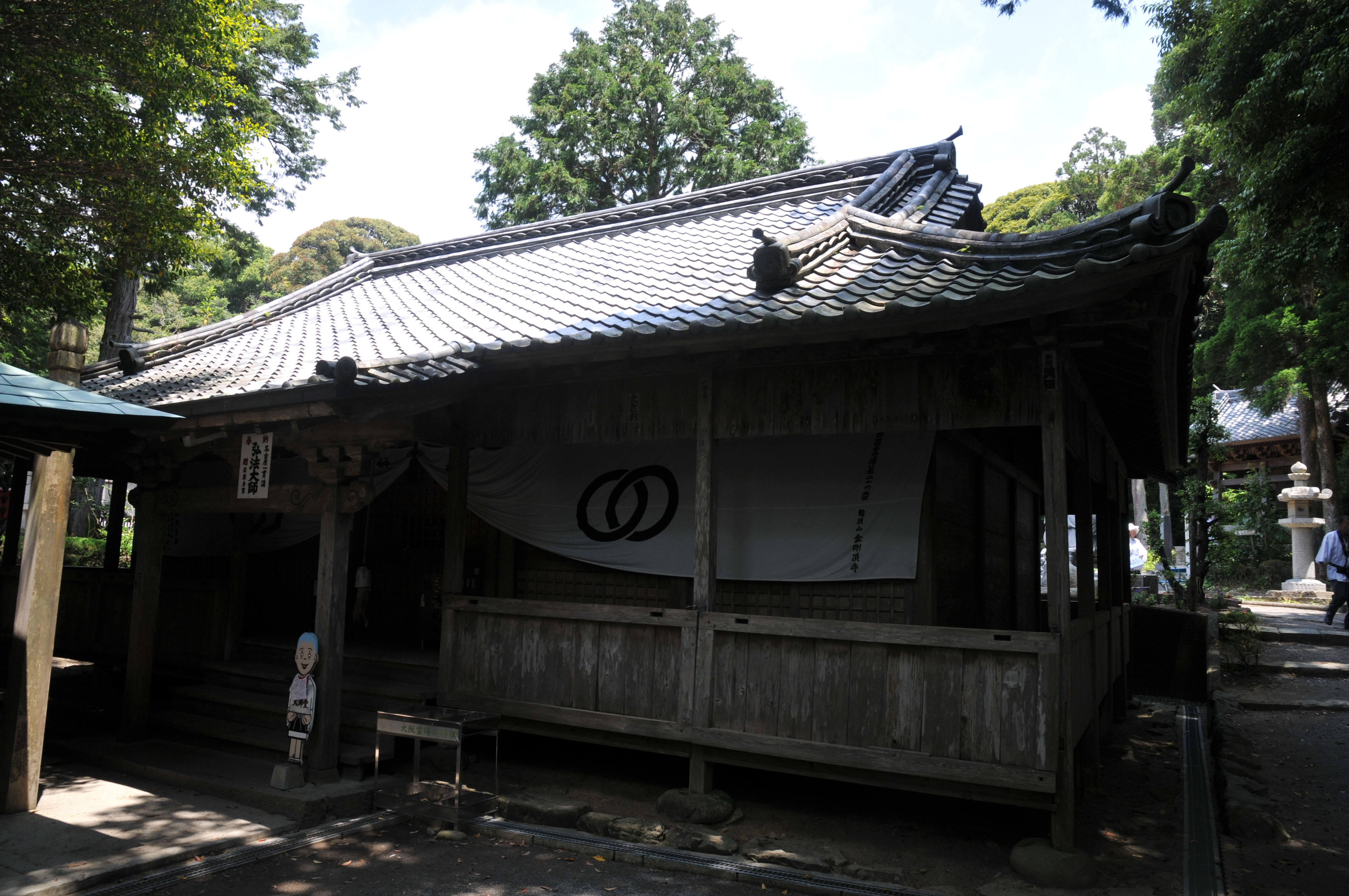
Daishidō
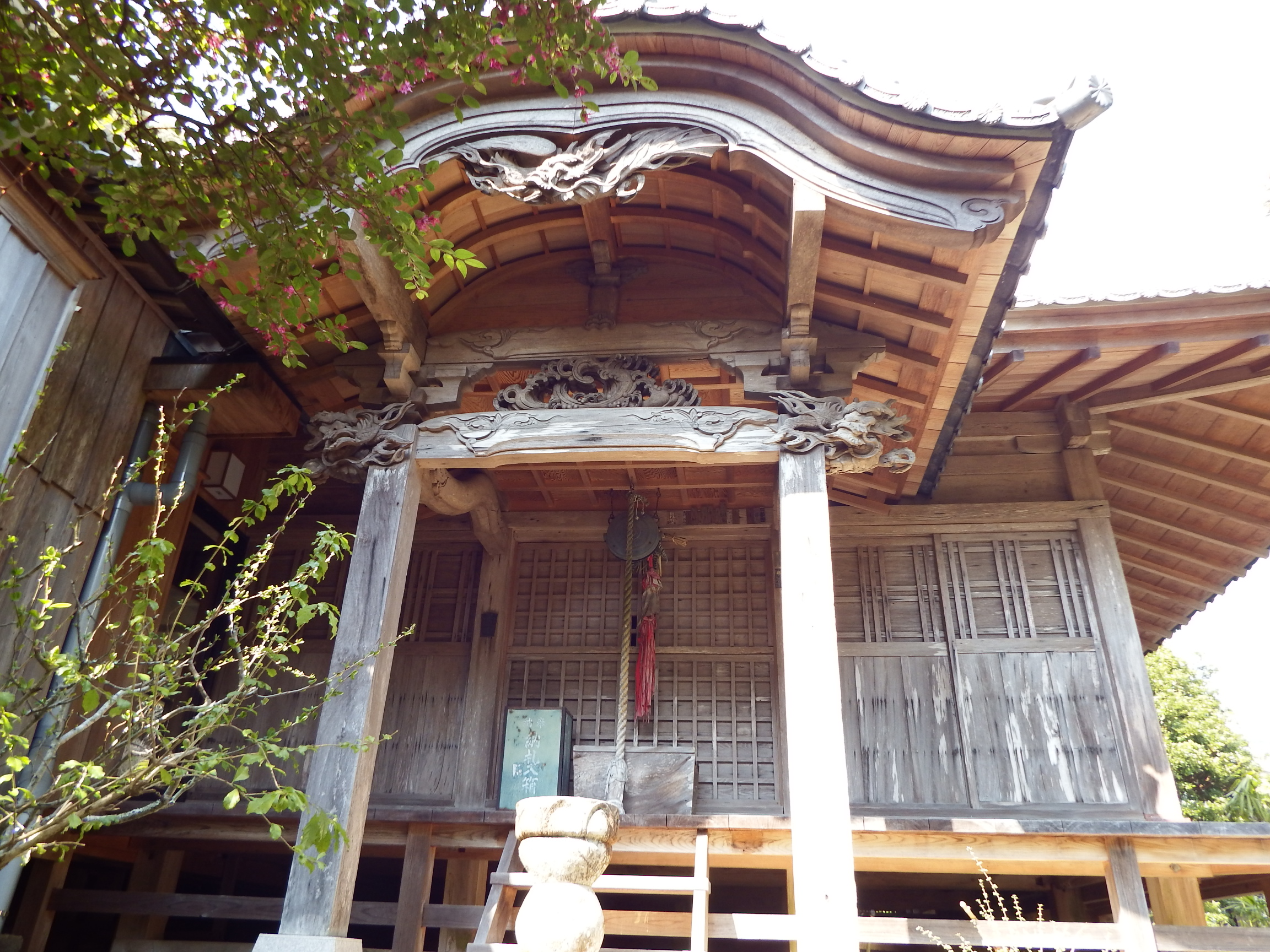
Gomadō